# 2024년 하계 올림픽 역도
2024년 하계 올림픽 역도(프랑스어: Haltérophilie aux Jeux olympiques d'été de 2024)는 2024년 하계 올림픽의 정식 종목으로 진행된 역도 경기로 2024년 8월 7일부터 8월 11일까지 프랑스 파리에서 열렸다.

## 메달 집계

### 국가별 최종 순위
| 순위 | 국가           | 금메달 | 은메달 | 동메달 | 합계 |
| ---- | -------------- | ------ | ------ | ------ | ---- |
| 1    | 중화인민공화국 | 5      | 0      | 0      | 5    |
| 2    | 미국           | 1      | 0      | 1      | 2    |
| 2    | 불가리아       | 1      | 0      | 1      | 2    |
| 4    | 노르웨이       | 1      | 0      | 0      | 1    |
| 4    | 인도네시아     | 1      | 0      | 0      | 1    |
| 4    | 조지아         | 1      | 0      | 0      | 1    |
| 7    | 태국           | 0      | 2      | 1      | 3    |
| 8    | 콜롬비아       | 0      | 2      | 0      | 2    |
| 9    | 대한민국       | 0      | 1      | 0      | 1    |
| 9    | 루마니아       | 0      | 1      | 0      | 1    |
| 9    | 아르메니아     | 0      | 1      | 0      | 1    |
| 9    | 우즈베키스탄   | 0      | 1      | 0      | 1    |
| 9    | 이집트         | 0      | 1      | 0      | 1    |
| 9    | 캐나다         | 0      | 1      | 0      | 1    |
| 15   | 에콰도르       | 0      | 0      | 2      | 2    |
| 16   | 바레인         | 0      | 0      | 1      | 1    |
| 16   | 영국           | 0      | 0      | 1      | 1    |
| 16   | 이탈리아       | 0      | 0      | 1      | 1    |
| 16   | 중화 타이베이  | 0      | 0      | 1      | 1    |
| -    | 개인 중립      | 0      | 0      | 1      | 1    |
| 합계 | 합계           | 10     | 10     | 10     | 30   |

### 메달리스트

#### 남자
| 종목   | 금                           | 은                               | 동                             |
| ------ | ---------------------------- | -------------------------------- | ------------------------------ |
| 61kg   | 리파빈 · 중화인민공화국      | 티라퐁 실라차이 · 태국           | 햄프턴 모리스 · 미국           |
| 73kg   | 리즈키 주니안샤 · 인도네시아 | 위라폰 위추마 · 태국             | 보지다르 안드레에프 · 불가리아 |
| 89kg   | 카를로스 나사르 · 불가리아   | 예이손 로페스 · 콜롬비아         | 안토니노 피촐라토 · 이탈리아   |
| 102kg  | 류환화 · 중화인민공화국      | 아크바르 주라예프 · 우즈베키스탄 | 야우헤니 치한초우 · 개인 중립  |
| +102kg | 라샤 탈라하제 · 조지아       | 바라즈다트 랄라얀 · 아르메니아   | 고르 미나샨 · 바레인           |

#### 여자
| 종목  | 금                          | 은                         | 동                         |
| ----- | --------------------------- | -------------------------- | -------------------------- |
| 49kg  | 허우즈후이 · 중화인민공화국 | 미하엘라 캄베이 · 루마니아 | 수로짜나 캄바오 · 태국     |
| 59kg  | 뤄스팡 · 중화인민공화국     | 모드 샤롱 · 캐나다         | 궈싱춘 · 중화 타이베이     |
| 71kg  | 올리비아 리브스 · 미국      | 마리 산체스 · 콜롬비아     | 안지 팔라시오스 · 에콰도르 |
| 81kg  | 솔프리드 코안다 · 노르웨이  | 사라 아흐마드 · 이집트     | 네이시 다호메스 · 에콰도르 |
| +81kg | 리원원 · 중화인민공화국     | 박혜정 · 대한민국          | 에밀리 캠벨 · 영국         |

## 참가국
- 알제리 (1)
- 아르메니아 (3)
- 오스트레일리아 (3)
- 바레인 (2)
- 벨기에 (1)
- 브라질 (2)
- 불가리아 (3)
- 캐나다 (2)
- 중화인민공화국 (6)
- 콜롬비아 (4)
- 쿠바 (1)
- 체코 (1)
- 도미니카 공화국 (3)
- 에콰도르 (3)
- 이집트 (5)
- 에스토니아 (1)
- 프랑스 (4) (주최)
- 조지아 (3)
- 영국 (1)
- 괌 (1)
- 인도 (1)
- 개인 중립 (2)
- 인도네시아 (3)
- 이란 (2)
- 이라크 (1)
- 이탈리아 (3)
- 일본 (3)
- 키리바시 (1)
- 라트비아 (1)
- 리비아 (1)
- 마다가스카르 (1)
- 마셜 제도 (1)
- 말레이시아 (1)
- 멕시코 (1)
- 몰도바 (1)
- 몽골 (1)
- 뉴질랜드 (1)
- 나이지리아 (2)
- 노르웨이 (1)
- 파푸아뉴기니 (1)
- 필리핀 (3)
- 폴란드 (1)
- 카타르 (1)
- 난민 (2)
- 루마니아 (2)
- 사모아 (2)
- 대한민국 (5)
- 시리아 (1)
- 중화 타이베이 (3)
- 태국 (4)
- 튀니지 (1)
- 튀르키예 (1)
- 투르크메니스탄 (1)
- 우크라이나 (1)
- 미국 (5)
- 우즈베키스탄 (3)
- 바누아투 (1)
- 베네수엘라 (5)
- 베트남 (1)